# Dolenje Gradišče (Dolenjske Toplice)
Dolenje Gradišče is een plaats in Slovenië en maakt deel uit van de gemeente Dolenjske Toplice in de NUTS-3-regio Jugovzhodna Slovenija. De plaats telde 25 inwoners op 1 januari 2020.